# STS-63
La STS-63 è una missione spaziale del Programma Space Shuttle.
Durante questa missione si ebbe il primo rendezvous con la stazione spaziale Mir. Questo in preparazione alla missione STS-71 in cui si ebbe il primo aggancio.
Fu anche la prima missione dello Space Shuttle pilotata da una donna: Eileen Collins.

## Equipaggio
- Comandante: James Wetherbee (3)
- Pilota: Eileen Collins (1)
- Specialista di missione: Michael Foale, Ph.D. (3)
- Specialista di missione: Janice Voss, Ph.D. (2)
- Specialista di missione: Bernard Harris, M.D. (2)
- Cosmonauta: Vladimir Titov (4)

## Parametri della missione
- Massa: 8.641 kg (carico utile)
- Perigeo: 275 km
- Apogeo: 342 km
- Inclinazione: 51,6°
- Periodo: 92,3 minuti
- Massimo avvicinamento alla Mir: 11 metri; 6 febbraio 1995 - 19:23:20 UTC

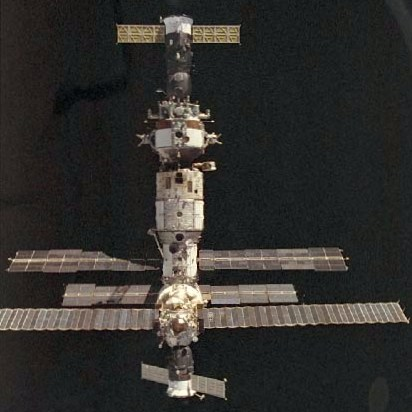
La Mir vista dal Discvery durante l'avvicinamento in STS-63